# یواس‌اس پرت (پی‌جی-۹۵)
یواس‌اس پرت (پی‌جی-۹۵) (به انگلیسی: USS Pert (PG-95)) یک کشتی بود که طول آن ۲۰۵ فوت (۶۲ متر) بود. این کشتی در سال ۱۹۴۲ ساخته شد.